# Las venas abiertas de América Latina
Las venas abiertas de América Latina (1971) és un llibre d'assaig periodístic de l'escriptor uruguaià Eduardo Galeano. L'obra conté cròniques i narracions que donen proves del saqueig sistemàtic de recursos naturals que va patir el continent sud-americà al llarg de la seva història a mans de les nacions colonialistes (del segle xv al segle XIX) i imperialistes (segle XX en endavant).
L'any 2014 Galeano va repudiar l'obra dient que quan la va escriure «encara no tenia la suficient preparació» i que «aquesta prosa de l'esquerra tradicional és avorridíssima».

## Estructura
El llibre consta de dues parts: "La pobresa de l'home com a causa de la riquesa de la terra" i "El desenvolupament és un viatge amb més nàufrags que navegants". A més, també posseeix una Introducció ("Cent vint milions de nens en el centre de la tempesta") i una espècie de conclusió denominada "Set anys després", escrita justament set anys després de la primera edició del llibre, en la qual Galeano fa notar que les coses, lluny de millorar, empitjoren.
La primera part està dividida en:
- Febre de l'or, febre de la plata: narra de forma succinta tota la febre de l'or, des de l'arribada de Cristòfor Colom fins que aquests metalls es van esgotar o van perdre el seu valor.
- El rei sucre i altres monarques agrícoles: el capítol més extens del llibre tracta sobre les usurpacions dels recursos de distintes regions al llarg dels anys en mans de les grans potències (com són el cas del sucre a Cuba, el cautxú a Brasil, la banana a l'Equador i Colòmbia, etc.).
- Les fonts subterrànies del poder: capítol dedicat a les riqueses mineres i les atrocitats comeses en el seu nom.

Segona part:
- Història de la mort primerenca: ressenya històrica d'Amèrica Llatina i els seus vaivens.
- L'estructura contemporània del desposseïment: anàlisi de la situació contemporània, vista com una continuació del saqueig per vies més indirectes.